# Hipertiroidizem
Hipertiroidízem ali hipertiróza je sindrom, ki se kaže s pospešeno presnovo, nemirom, motnjami srčnega ritma, potenjem, hujšanjem, tresenjem in je posledica izpostavljenosti tkiv čezmernim količinam ščitničnih hormonov in sposobnosti tkiv, da se na to odzovejo.
Najpogostejši vzrok hipertiroidizma je basedowova bolezen, drugi vzroki pa so še nodozna golša, toksični adenom ščitnice, vnetje ščitnice (tiroiditis), vnos prekomernih količin joda ali uživanje prekomernih odmerkov ščitničnih hormonov kot zdravil. Redek vzrok je lahko tudi adenom hipofize.
Krvna preiskava pokaže praviloma nizko raven ščitnico spodbujajočega hormona (TSH, angl. thyroid stimulating hormone) ter povišano raven ščitničnih hormonov (trijodtironina (T3) ali tiroksina (T4). Pri določanju diagnoze lahko pomaga tudi test z radioaktivnim jodom, slikanje ščitnice ali določanje protiteles TSI.
Zdravljenje je odvisno od resnosti bolezni in od njenega vzroka. Tri poglavitne možnosti zdravljenja so terapija z radioaktivnim jodom, zdravljenje z zdravili ter kirurški poseg na ščitnici. Pri terapiji z radioaktivnim jodom bolnik zaužije pripravek z radioaktivnim jodom, ki se kopiči v ščitničnem tkivu in v trajanju nekaj tednov ali mesecev uničuje celice žleze. Pri tem pride do hipotiroidizma, ki ga nadomeščajo s sintetičnimi ščitničnimi hormoni. Zdravila, ki se uporabljajo za lajšanje simptomov hipertiroidizma, so zaviralci beta, tirostatiki, kot na primer metimazol, pa lahko bolnikom kratkotrajno pomagajo, medtem ko čakajo na nastop učinka drugih oblik zdravljenja. Hipertiroidizem se lahko zdravi tudi s kirurško odstranitvijo ščitnice, v poštev pa pride zlasti pri zelo povečani ščitnici in kadar gre za rakavo bolezen ščitnice.

## Vzroki
Hipertiroidozo lahko povzročijo:
- bazedovka (basedowova bolezen) – je najpogostejši vzrok, pri katerem v telesu nastajajo protitelesa proti receptorju za TSH (ščitnico spodbujajoči hormon), ki s stimulacijo receptorja vzpodbujajo čezmerno tvorbo ščitničnih hormonov. Je izid zapletenega medsebojnega učinkovanja genetskih, okolijskih (prekomeren vnos joda, kajenje, nekatera zdravila, okužbe) in endogenih (ženski spol, poporodno obdobje, stres, nizka porodna teža) dejavnikov, pri čemer genetska nagnjenost kar v 79% prispeva k bolezni;[5]
- vnetje ščitničnega tkiva ali tiroiditis – obstaja več vrst tiroiditisa, med katere spadajo hashimotov tiroiditis, subakutni granulomatozni tiroiditis in poporodni tiroiditis.[6]
- gomoljasta (nodozna) golša – prisotnost enega ali več nodulov v ščitničnem tkivu, ki se postopoma razraščajo in tako čedalje bolj izražajo svojo aktivnost sproščanja ščitničnih hormonov;[7]
- toksični adenom ščitnice
- obremenitev z jodom – je redkejši vzrok hipertiroze, običajno pa jo povzroča antiaritmik amiodaron, ki ima visoko vsebnost joda, hkrati pa toksično učinkuje na tirocite.[5] Možen vzrok obremenitve z jodom je tudi čezmeren vnos samega joda v telo;[7]
- uporaba prevelikih odmerkov ščitničnega hormona v obliki zdravil.[7]

## Epidemiologija
Bolezen se lahko pojavlja v vseh starostnih obdobjih, najpogosteje pa okrog 30.–40. leta starosti. Pogosteje se pojavlja pri ženskah.